# Хаџи Реџеплија
Хаџи Реџеплија (мкд. Хаџи-Реџепли) је насеље у Северној Македонији, у средишњем делу државе. Хаџи Реџеплија је село у саставу општине Штип.

## Географија
Хаџи Реџеплија је смештена у средишњем делу Северне Македоније. Од најближег града, Штипа, насеље је удаљено 16 km јужно.
Насеље Хаџи Реџеплија се налази у историјској области Серта. Насеље је положено на северним падинама Конечке планине. Око насеља се пружа голет. Надморска висина насеља је приближно 500 метара.
Месна клима је умерено континентална.

## Становништво
Хаџи Реџеплија је према последњем попису из 2002. године била без становника.
Већинско становништво били су етнички Турци.
Претежна вероисповест месног становништва био је ислам.